# Comuna Zaporijjea, Vesele
Zaporijjea (în ucraineană Запоріжжя) este o comună în raionul Vesele, regiunea Zaporijjea, Ucraina, formată din satele Bilivske, Bratoliubivka și Zaporijjea (reședința).

## Demografie
Componența lingvistică a comunei Zaporijjea
     Ucraineană (89,76%)
     Rusă (9,63%)
     Alte limbi (0,37%)
Conform recensământului din 2001, majoritatea populației comunei Zaporijjea era vorbitoare de ucraineană (89,76%), existând în minoritate și vorbitori de rusă (9,63%).